# Col de Cerreto
Le col de Cerreto est un col de l’Apennin tosco-émilien qui sépare à 1 253 m d'altitude la Toscane de l’Émilie et en particulier la province de Massa-Carrara de celle de la Reggio d'Émilie.
Le col est divisé entre le territoire de Fivizzano, en province de Massa-Carrara, et celui de Collagna, en province de Reggio d'Émilie. Il est traversé par la route nationale SS 63.
Le col se trouve à l’intérieur du parc national de l'Apennin tosco-émilien et avec le mont La Nuda et la cime Belfiore, ont été classés comme site d'intérêt communautaire (SIC) et zone de protection spéciale (ZPS) IT4030003.
Le col permet de rejoindre à peu de kilomètres, la localité de Cerreto Laghi de Collagna, où se trouve une station de ski très renommée dans la région.